# Julio César La Cruz
Julio César La Cruz, född den 11 augusti 1989, är en kubansk boxare som vann guld i lätt tungvikt vid Olympiska sommarspelen 2016. Han har också vunnit tre guld i lätt tungvikt vid världsmästerskapen i amatörboxning, 2011,  2013 och 2015.